# 旺场站
旺場站（韓語：왕장역）是朝鮮民主主義人民共和國咸鏡南道金野郡旺場里的一個鐵路車站，属于平罗线。

## 邻近车站
平罗线
范浦站 - 旺場站 - 文峰站